# 銀河核へ
『銀河核へ』（ぎんがかくへ、The Long Way to a Small, Angry Planet）は、ベッキー・チェンバーズの2014年のデビュー作となるサイエンス・フィクション小説で、チェンバーズの架空世界であるギャラクティック・コモンズを舞台としている。当初、チェンバーズは本作をKickstarterでのクラウドファンディングによって自己出版したが、その後、ホッダー&ストートンから再出版された。

## あらすじ
過去の生活から逃れるために、ローズマリー・ハーパーはウェイフェアラー号の複数種族で構成される乗組員に事務員として加わり、銀河系各地での彼らのさまざまな任務を追いかける。冒険よりも登場人物の成長に焦点を当てており、乗組員のそれぞれに物語が展開したり、危機に直面したりする。彼らは目的地までのゆっくりとした道のりで、いくつかの異星の環境に遭遇し、最後に船は敵対的な異星人によって損傷を受け、登場人物間の関係に変化が起こり、彼らは新たな道を歩むこととなる。

## 登場人物
- ローズマリー・ハーパー – 火星出身の人類、故郷の惑星を離れ、トンネル掘削船ウェイフェアラー号の乗組員となり、自分の過去を隠そうと奮闘しながら船の事務員として働く。
- アシュビー・サントソ – ウェイフェアラー号の人類の船長で離郷船団出身。宇宙生活に精通している彼は、他の乗組員を監視している。
- ドクター・シェフ – ウェイフェアラー号の医師と調理人を兼任するグラム人。
- キジー・シャオ – ウェイフェアラー号の2名の技術者のうちの1人。人類で非常におしゃべり。
- ジェックス – もう1人のウェイフェアラー号の技術者。人類で、ギャラクティック・コモンズのほとんどの人々よりも背が低いが、これを変更しないことを選択している。
- シシックス – エイアンドリスク人でウェイフェアラー号のパイロット。宇宙船を操縦していないときには空いた時間をコービンと口論することに費やしている。
- アーティス・コービン – 人類の藻類学者。短気で、他の乗組員ほど人付き合いが良くなく、ウェイフェアラー号の燃料を栽培している藻類研究室を離れることを好まない。
- ラヴレイス – 乗組員からは「ラヴィー」と呼ばれるラヴレイスは、ウェイフェアラー号に搭載されたAIであり、船上でのプロセスを実行し、通信をサポートする。
- オーハン – シアナット・ペアのウェイフェアラー号のナビゲーターで、彼らはサブレイヤーの複雑さを理解することができる。オーハン抜きではウェイフェアラー号がトンネルを掘ることはできない。彼らは、サブレイヤーを通過するシシックスの操縦を指示していないときは、孤立している。

## 制作
2012年、ベッキー・チェンバーズはこの本を書き上げるために2ヶ月半仕事を半分にできるように2,500ドルを集めるべくKickstarterでクラウドファンディングのキャンペーンを開始した。チェンバーズは一般的な出版社を探す意向を表明していたが、自己出版がその代替手段になるとも述べていた。
2013年2月、チェンバーズは本作の完成と、文芸エージェントの獲得を発表した。本作は2015年にホッダー&ストートンから出版された。

## 評価
本作は、2015年のアーサー・C・クラーク賞の最終選考に残り、チェンバーズも英国幻想文学大賞の2016年シドニー・J・バウンズ新人賞の候補となった。本作はキッチーズ賞のデビュー作への金の触手部門の最終選考に残った初の自己出版小説となった。
ガーディアン紙はこの作品を「「静かに深遠で人間味あふれる傑作であり、政治やジェンダー問題に新鮮な楽観主義で取り組んでいる」と評した。Io9はこの作品を「刺激的で冒険的で、そして...心地よい」ものであり、「最高のスペースオペラの世界」に匹敵すると評価した。アダム・ロバーツは、「スペースオペラ的な面白さが大量にあり、ジェンダーに関する興味深いニュアンスの視点が全体に織り込まれている」と感じたが、ジェームズ・ニコルは、設定はロールプレイングゲーム『トラベラー』を彷彿とさせるが、「ジェイムズ・ティプトリー・ジュニアの短編小説「そして目覚めると、わたしはこの肌寒い丘にいた」をより強く想起させる......つまり、もしジェームズ・ティプトリー・ジュニアが、容赦なく、どうしようもなく憂鬱である代わりに、陽気な楽天家であったとしたら......」と述べている。ストレンジ・ホライズンズ誌のリンダ・ウィルソンは、チェンバーズが自然主義的な会話と説明、そして登場人物同士の関係を描いていることを評価した。
フィナンシャル・タイムズ紙でジェームス・ラヴグローヴは本作を「Tumblr世代のためのSFで、非順応性、性別の流動性、多文化主義、型破りな性関係を描いた心温まる物語」であり、「非常に楽しい」と評したが、「ドラマチックな緊張感がやや欠けている」と批判した。同様に、ローカス誌のエイドリアン・マルティニは、この小説の冒頭は「スペースオペラファンにはたまらない」ものであり、読者は「これらのキャラクターと、彼らが住む絶妙に展開された宇宙を気に入るだろう」と感じたが、結局、最後の40ページまでは「大したことは起こらない」と述べた。しかしながら、マルティニはこの小説はキャラクターと世界構築の功績で読むに値すると強調した。Tor.comで、ナイアル・アレクサンダーは、この作品が「全力投球の超大作」ではなく、「単純なプロットで、チェンバーズのキャラクターの深みや複雑さ、あるいは素晴らしい舞台設定が示唆する驚異にはおぼつかない」が、それでも「楽しみ」であり、「真の喜び」だると指摘し、この小説は「実際にはタイトルに謳われた怒れる惑星についてではなく、そこに至る長い道のりについて書かれている」と結論付けた。